# Innovia APM 256
L'Innovia APM 256 est un modèle de métro sur pneumatiques de type Véhicule automatique léger construit par Bombardier Transport et repris par Alstom à la suite du rachat de la firme canadienne.
Ce modèle fait partie de la famille Innovia APM (en).

## Histoire
Entre 2006 et 2009, la ligne Wenhu du métro de Taipei est équipée de 101 rames bi-caisses venant compléter la flotte de VAL 256. Ce nouveau matériel s'est accompagné de l'équipement de la ligne avec un nouveau CBTC à canton mobile déformable Cityflo 650 qui a été aussi été monté sur les VAL 256.
En mai 2015, l'aéroport international O'Hare de Chicago commande 12 rames tri-caisses Innovia APM 256 pour remplacer les VAL 256 de l'Airport Transit System dans le cadre de la modernisation de la ligne menée entre 2019 et 2021,,.

## Réseaux
L'Innovia APM 256 est présent sur deux lignes :
- La ligne Wenhu du métro de Taipei avec 101 rames bi-caisses numérotées de 101 à 202 ;
- L'Airport Transit System de l'aéroport de Chicago avec 12 rames tri-caisses.